# Anton Kersjes
Antonius Franciscus Johannes Kersjes (Arnhem, 17 augustus 1923 – Blaricum, 2 december 2004) was een Nederlandse dirigent.

## Loopbaan
Kersjes werd geboren als jongste kind van de postbode Antonius Franciscus Johannes Kersjes en onderwijzeres Elisabeth Geertruida Peperkamp. Hij begon als violist bij de Arnhemsche Orkest Vereniging, maar leerde directie van Jaap Spaanderman (dirigent aldaar) en Eugène Bigot in Parijs. Tijdens de Tweede Wereldoorlog speelde hij in Duitsland om te ontkomen aan de Arbeitseinsatz. Na de Tweede Wereldoorlog werd hij violist en dirigent bij het orkest van Tuschinski Theater in Amsterdam. Hier werd hij bekend als arrangeur-begeleider van Leo Fuld. In 1953 begon hij bij het door Jan Huckriede opgerichte Kunstmaand Orkest, dat eind jaren zestig onder zijn leiding overging in het Amsterdams Philharmonisch Orkest. In 1985 ging het Amsterdams Philharmonisch Orkest op in het Nederlands Philharmonisch Orkest, waarbij Kersjes nog jarenlang als gastdirigent betrokken bleef. In totaal gaf hij 130 televisieconcerten. Daarnaast dirigeerde hij diverse opera's en vele balletten bij diverse gezelschappen.
Hij was sinds 1964 ook docent orkestdirectie van het Amsterdams Muzieklyceum. Van 1981 tot 1988 leidde hij de Internationale Dirigentenklas en was hij adjunct-directeur van het Conservatorium Maastricht. Tot zijn leerlingen behoorden onder anderen Kees Bakels en Ed Spanjaard in Amsterdam en Henrie Adams, Eduard de Boer, Dirk Brossé, Mels Dees, Geert van Keulen, Alex Schillings en Ger Vos in Maastricht. In 1983/1984 gaf hij de dagelijkse leiding van het orkest uit handen.
Hij gaf in 1980 leiding aan de première van de opera Thijl van Jan van Gilse, die al sinds 1940 op de planken lag.

## Margreet van de Groenekan
Kersjes was getrouwd met de violiste Margreet van de Groenekan, die hij heeft leren kennen in het Gelders Orkest, waar ze naast elkaar zaten. Ze trouwden in 1946. Op latere leeftijd zetten zij zich samen in voor de ontwikkeling van jong muzikaal talent. Zij richtten in 1994 het Kersjes van de Groenekan Fonds op dat jaarlijks de Kersjes van de Groenekan Prijs toekent. De eerste uitreiking van deze prijs stond voor 2 december 2004 gepland, maar werd vanwege Kersjes' slechte gezondheid uitgesteld. Anton Kersjes overleed diezelfde dag na een ziekbed in zijn huis in Blaricum.

## Varia
- Ter nagedachtenis van Kersjes werd in 2006 en 2007 het Anton Kersjes Festival gehouden.[3]

- Gemeinsame Normdatei: 1194321283
- International Standard Name Identifier: 0000 0000 6344 9818
- Library of Congress Control Number: n83066194
- MusicBrainz: 6c752b1c-0856-4239-a4e5-e15897f9e5ea
- Nationale Bibliotheek van Tsjechië: xx0145974
- Nederlandse Thesaurus van Auteursnamen: 070770646
- Virtual International Authority File: 6306967
- WorldCat: E39PBJmP438xq3GtcdpKJXXKh3